# Лисково (Міжріченський район)
Ли́сково (рос. Лысково) — присілок у складі Міжріченського району Вологодської області, Росія. Входить до складу Старосільського сільського поселення.

## Населення
Населення — 6 осіб (2010; 2 у 2002).
Національний склад (станом на 2002 рік):
- росіяни — 100 %